# Benoît Peschier
Benoît Peschier, né le 21 mai 1980 à Guilherand-Granges, est un kayakiste français

## Biographie
Fils de l'ancien champion du monde de kayak Claude Peschier et frère de Nicolas Peschier, lors des Championnats du monde qui se déroulent à Bourg-Saint-Maurice, il remporte dès 2001 des manches de coupe du monde. La pression est donc énorme lors des Championnats du monde 2002 qui se déroulent à Bourg-Saint-Maurice, où il a l'occasion d'imiter son père. Mais il échoue, se faisant voler la vedette par Fabien Lefèvre.
Après une année 2003 sans résultats, il adopte le bateau mis au point par Lefèvre et travaille avec lui. Il participe avec son frère (lui en kayak son frère en canoë) aux Jeux olympiques d'été de 2004 à Athènes et remporte la médaille d'or.
Après son titre olympique 2004,  Benoit répond présent lors des championnats du monde 2005 en Australie en terminant 5e en individuel et champion du monde par équipe aux côtés de Fabien Lefèvre et Julien Billaut.
2006 et 2007 sont pour Benoît 2 années noires. Il prend alors une décision radicale et part s'entraîner dans le team international Amadonsa sous la houlette de Jean-Jérôme Perrin. 
2008 est l'année du retour. Benoît réintègre l'équipe de France et devient remplaçant olympique pour les Jeux olympiques d'été de 2008 de Pékin.
Il réintègre l'équipe de France fin 2010.

## Palmarès
- Jeux olympiques d'été
  - Champion olympique du slalom aux Jeux olympiques d'Athènes 2004.
- Championnats du monde de slalom (canoë-kayak)
  - Champion du monde par équipe de slalom 2005.

## Distinction
- Chevalier de la Légion d'honneur[1]